# Аман Ромео
Акуа Ромео Аман (фр. Akoua Romeo Amane, нар. 1 липня 2003, Абіджан, Кот-д'Івуар) — івуарійський футболіст, півзахисник шведського клубу «Геккен».

## Ігрова кар'єра
Аман Ромео є вихованцем івуарійського клубу «АСЕК Мімозас», де грав у молодіжній команді. Восени 2021 року футболіст відправився на оглядини до шведського клубу «Геккен», в результаті яких підписав з клубом контракт на чотири роки.
Першу гру у новій команді Ромео провів у лютому 2022 року у Кубку Швеції. В Аллсвенскан футболіст дебютував у квітні того року, вийшовши на заміну у матчі проти «Гетеборга».

## Титули
Геккен
 Чемпіон Швеції: 2022
 Володар Кубка Швеції: 2022-23